# Пьотър Моргунов (голям десантен кораб, 2018)
Пьотър Моргунов (на руски: Пётр Моргунов) е руски голям десантен кораб от проекта 11711, втори кораб от серията.

## Название
Кораба е наречен в чест на съветския генерал-лейтенант, първият в СССР кавалер на ордена Нахимов I степен Пётр Алексеевич Моргунов.

## Проект
Проектирането на кораба започва според техническото задание на ВМФ на ВС на Русия през 1998 г. в Невското Проектно-Конструкторском бюро (Санкт Петербург). Според първоначалния замисъл се предполага създаването на кораб с неголяма водоизместимост, способен да осъществява преходи по вътрешните водни пътища. Това изискване е оттеглено от ВМФ още на етапа на проектиране и кораба преминава в класа на големите десантни кораби (ГДК) с водоизместимост над 5000 тона, и възможности да транспортира подсилен батальон на морската пехота с техниката и неговото стоварване чрез превозвани от него самия понтони. Също се предполага базирането на кораба на два транспортно-бойни вертолета от типа Ка-29. Техническото задание за проектирането е променяно три пъти, проектирането се води 6 години.

## История на строителството
БДК „Пётр Моргунов“ е заложен на 11 юни 2015 г. в корабостроителния завод „Янтарь“.
Спуснат на вода на 25 май 2018 г. Към момента на спуска готовността на кораба е около 70%.
Готови се за заселване от екипажа, през март 2019 г.
Началото на швартовите изпитания се планира за март 2019 г., а началото на ходовите изпитания – за юни 2019 г.
Предаването на флота е планирано за 2019 г.